# Atlético Acreano
Atlético Acreano é um clube brasileiro de futebol da cidade de Rio Branco, no estado do Acre. É considerado um dos principais clubes de futebol do Acre, com um total de 9 conquistas estaduais.

## História

### Fundação
O Atlético Acreano foi fundado no dia 27 de abril de 1952, com o nome de “Beiruth”, por comerciantes sírio-libaneses, mas as famílias portuguesas que lá se encontravam, propuseram um outro nome, visto que não concordavam com a ideia, após algum debate, foi aceito então o nome atual.
Entre os fundadores estão Augusto Hidalgo de Lima, Foch Jardim, Roberto Sanches Mubárac, Lourival Pinho, Ildemar Pereira de Lima (Tarzan), Goldwasser Pereira Santos, Sílvio Ferrante, Mário D’Avila Maciel, Rufino Farias Vieira, Fernando Andrade Pessoa, família Diógenes, Terezinha Miguéis e José Pires Miguéis, representando a família Miguéis, na figura do Senhor Ariosto Migueís e família Manasfi, através de Jamil e Said Manasfi.
O roupeiro pioneiro do clube e também massagista, foi o Said Manasfi, conhecido por atender aos atletas machucados com arnica.
Várias outras famílias tiveram passagem importante e que fazem parte da história do clube, como os Pinho, Ribeiro, Frota e Patriota. 
Com ótimo valores, o Atlético começou a dominar o Segundo Distrito – que era para ser a verdadeira capital acreana, não fossem os entraves administrativos (troca de Penápolis por Rio Branco e vice-versa). Pela paixão que o time azul e branco causou, carrega consigo a frase “Glória de um povo, orgulho de uma cidade”.
No dia de sua fundação, houve o primeiro amistoso, diante do Boulevard, visto que o clube já tinha atividades. O encontro acabou com vitória do Atlético Acreano, 1 x 0, gol de Félix.

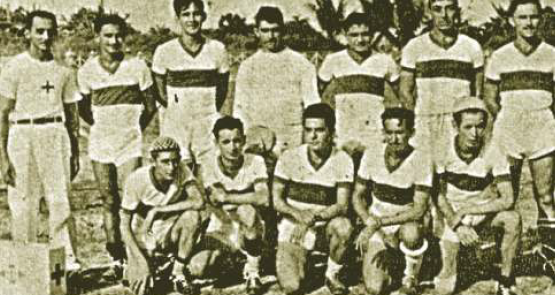
Primeira equipe do Atlético Acreano. O time celeste foi campeão no ano de fundação - 1952.

### OperaçãoGol Contra
Em 26 de março de 2024, jogadores do Atlético-AC com nomes mantidos em sigilo foram alvos da operação Gol Contra, deflagrada pelo Ministério Público do Rio Grande do Norte (MPRN), e que apura a existência de suposto esquema de manipulação de resultados em jogos de futebol. Os atletas tiveram celulares apreendidos no centro de treinamento Adauto Frota, o Frotão, em Rio Branco. A ação visa desarticular um esquema de manipulação de resultados de partidas de futebol para fins de lucro em apostas esportivas.

### Uniforme e Mascote
O primeiro uniforme do clube era preto e branco com pequenos detalhes verdes em homenagem a comunidade sírio-libanesa, que na época adotava as mesmas cores (1952 – 1958 / 1961- 1963).
Quando foram comprar os uniformes no Rio de Janeiro, os tons preto e branco, se tornaram azul e branco.
Não havia camisas disponíveis nessas cores, assim optaram pelo material azul e branco, logo na primeira camisa de sua história.
As costureiras faziam todo o trabalho de costura manual do escudo na camisa. 
O mascote é um Galo Carijó.

### Hino
Glorioso Clube Atlético Acreano,
Adorado… Sempre Galo Carijó,
Sempre Fostes o Orgulho da Cidade,
No Gramado Fostes Sempre o Melhor,
Defender as tuas Cores, é teu Lema,
Ser Humilde é tua Tradição,
O Atlético tem um objetivo: Competir, para sagrar-se Campeão,
No Tapete Verde Tu Lutas com Fé,
A Torcida Aplaude, Pedindo Olé,
Bandeiras erguidas, estão Tremulando,
Tu és o Orgulho Do Povo Acreano,
Tuas lindas cores são branca e azul Anil,
Para mim, tu és o melhor do Brasil,
Sempre combatido, Jamais Vencido,
Tu és o Nosso Orgulho, Galinho Queridoooo!!!
Autor: Raimundo Oliveira da Cruz 

### Antigo Estádio
Uma extensa área doada pelo atleticano, Armando Jobim para os treinos do Galo Carijó, próximo ao Bar 14 Bis e ao antigo Aeroporto Presidente Médice.
Sua inauguração ocorreu apenas em 29 de Junho de 1968, como Estádio Armando Jobim, naquele sábado houve a partida entre Veteranos e Atuantes da equipe atleticana.
As escalações foram – Veteranos: Bruzugu, Mourão, Boá, Jonas e Bararu, Zé Cláudio e Zelito, Fernandes Diógenes, Roberto Moiséis e Oceano.
Atuantes: Café, Alab, Oliveira, Edílson (Nanico) e Barata (Célio), Euzébio e Lelê, Toinho, Zé Maria, Victor e Rodomilson (Bebé).
Os gols foram de Toinho, Lelê e Euzébio para os atuantes, enquanto Jonas descontou para os veteranos.
Anos depois, o clube teve o Frotão, localizado no Bairro Quinze.

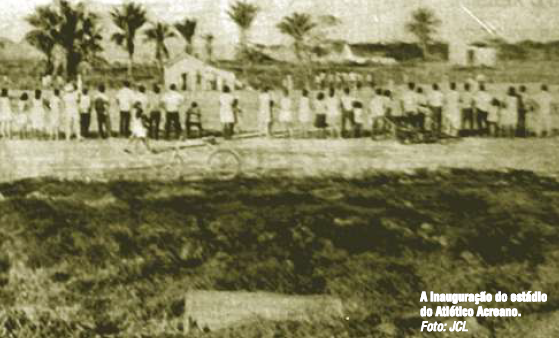
Inauguração do Estádio Frotão

### Homenagem
No ano de 2017, o Galo Carijó recebeu um reconhecimento do Bloco Carnavalesco, Vila do Fuxico. No concurso de Blocos, a história foi contada em forma de samba.
Veja a letra:
O canto do meu galo anunciou
Que a Vila do Fuxico vai passar
Sou fuxiqueiro eu sou, sou Galo Carijó
E ninguém vai me segurar
O canto do meu galo anunciou
Que a Vila do Fuxico vai passar
Sou Atlético Acreano azul e branco triunfal
Canta meu galo nesse Carnaval
Quando tudo começou era Beirute
Fundado por sírio libaneses
Sua bandeira lá no alto a tremular
Ao ouvir a voz azul e branco de uma nação
Nossos craques davam baile no gramado do Frotão
Embalados com a charanga do Veve
E a torcida gritando é campeão
É Carnaval é a alegria vem sambar ao som da nossa bateria
É mais um gol que vamos marcar
Esse ano é campeão pode apostar
É Carnaval é alegria sou verde e amarelo azul e branco da folia
O arco íris do Fuxico completou
Sou fuxiqueiro atleticano sou

## Categorias de Base e Futebol Feminino
Atualmente, o time celeste tem notoriedade nas categorias de base, utilizando grande parte de jogadores da região no Elenco profissional, que ganharam o tricampeonato acreano Sub-20, representando assim o Acre entre os anos de 2011 a 2013 na Copa São Paulo de Futebol Júnior.
A equipe se sagrou campeã estadual Juvenil (Sub-17) na temporada 2018.
O Atlético Acreano também possui o futebol feminino, que mescla atletas dos campos, com outras que também vivenciam as quadras do futsal. Depois de vencer o Estadual em 2015, as garotas repetiram a Façanha em 2017 e 2018.

## Campanhas Históricas

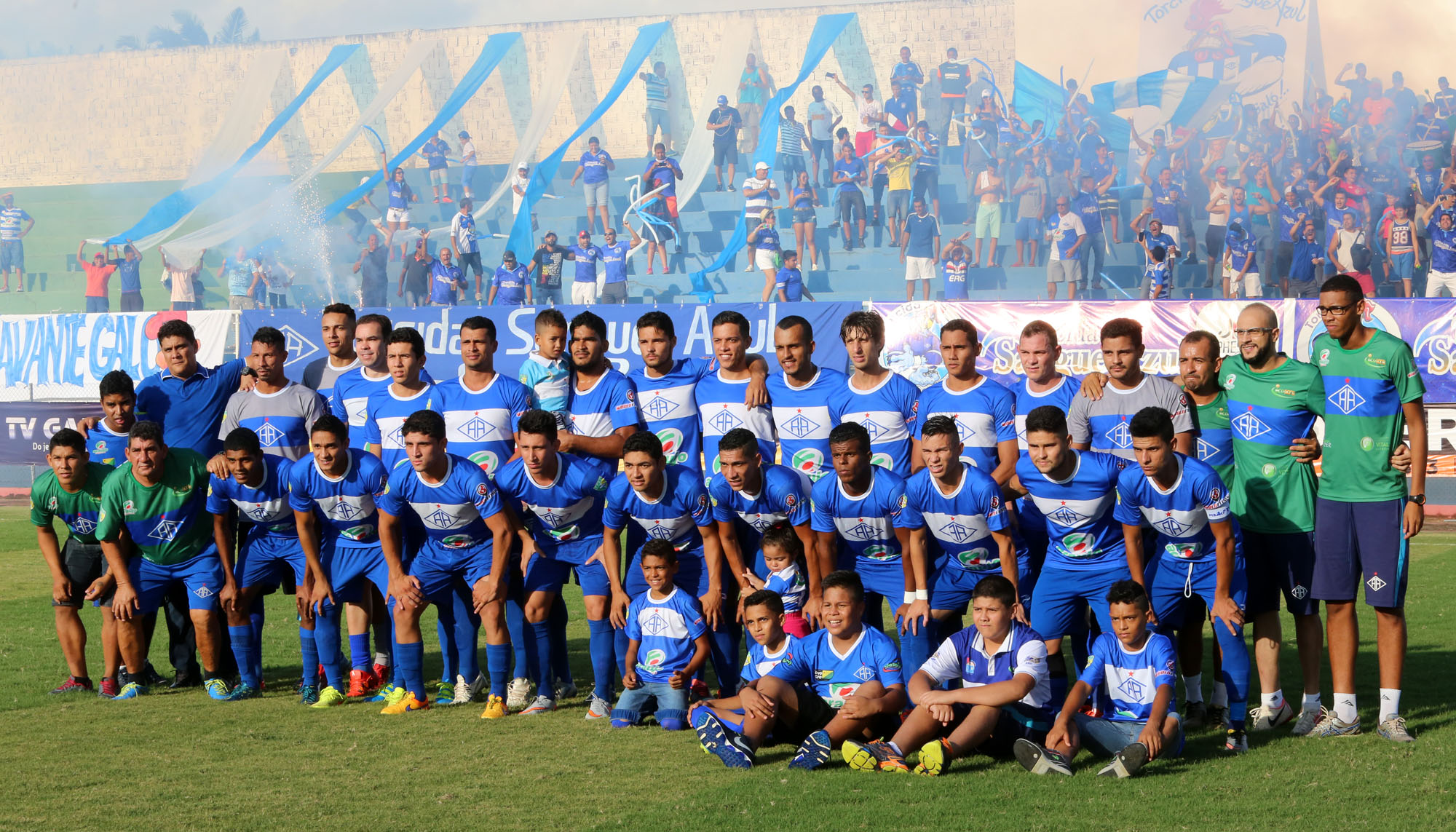
Equipe do Atlético posa para a foto antes da partida contra o Rio Branco FC, no Florestão, 2016.

### 2016
Em 2016, o Galo conquistou pela 7ª vez o Campeonato Acreano, quebrando o tabu de 25 anos sem um título estadual e conseguindo a classificação para a Série D.

#### Campeonato Acreano (Campeão)
| Posição             | PG | J  | V  | E | D | SG  | GP | GC | %    |
| ------------------- | -- | -- | -- | - | - | --- | -- | -- | ---- |
| Campeão (7º título) | 36 | 14 | 12 | 0 | 2 | +24 | 35 | 11 | 85,7 |

#### Série D (5º colocado)

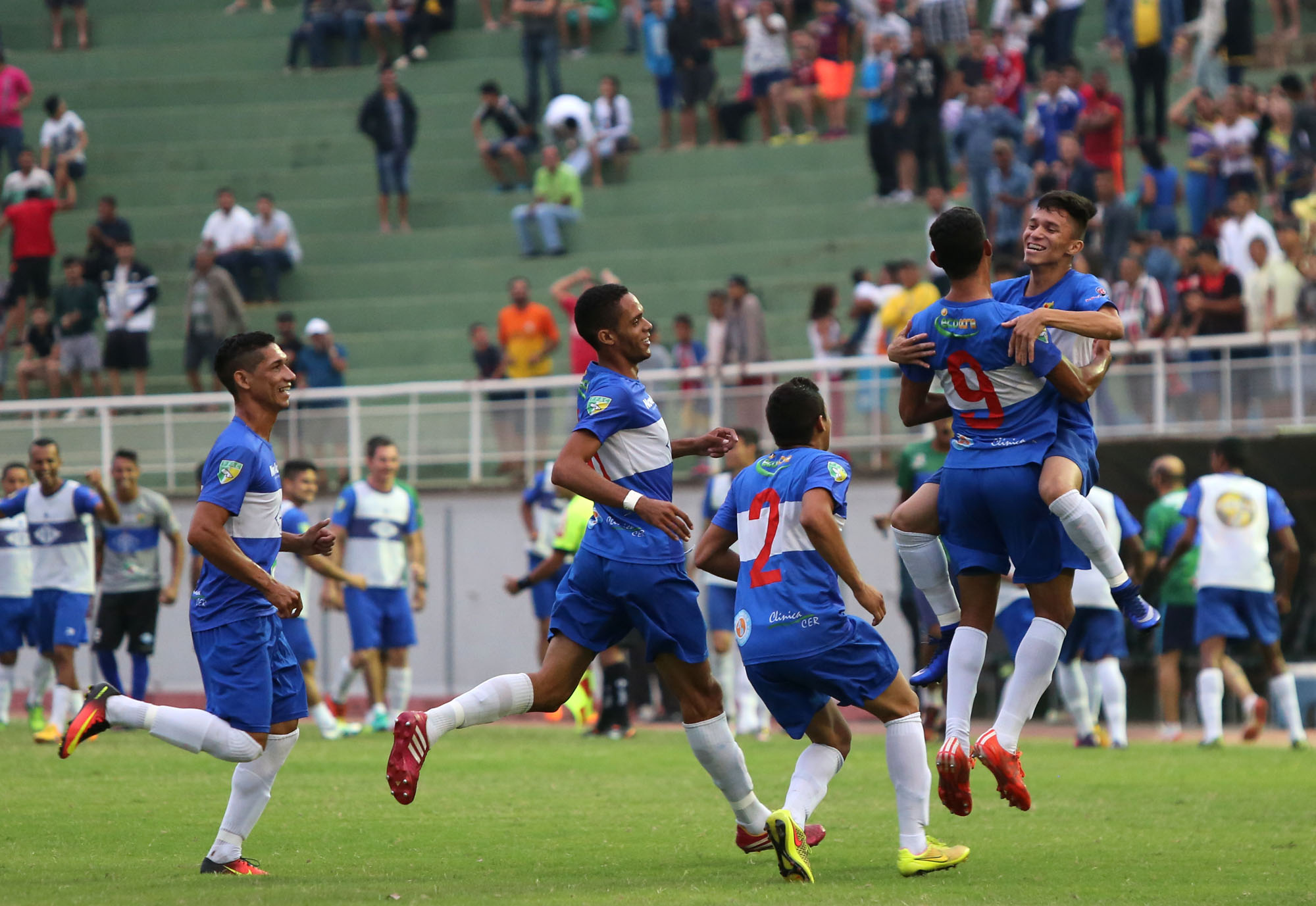
Jogadores do Atlético celebram gol contra Princesa do Solimões

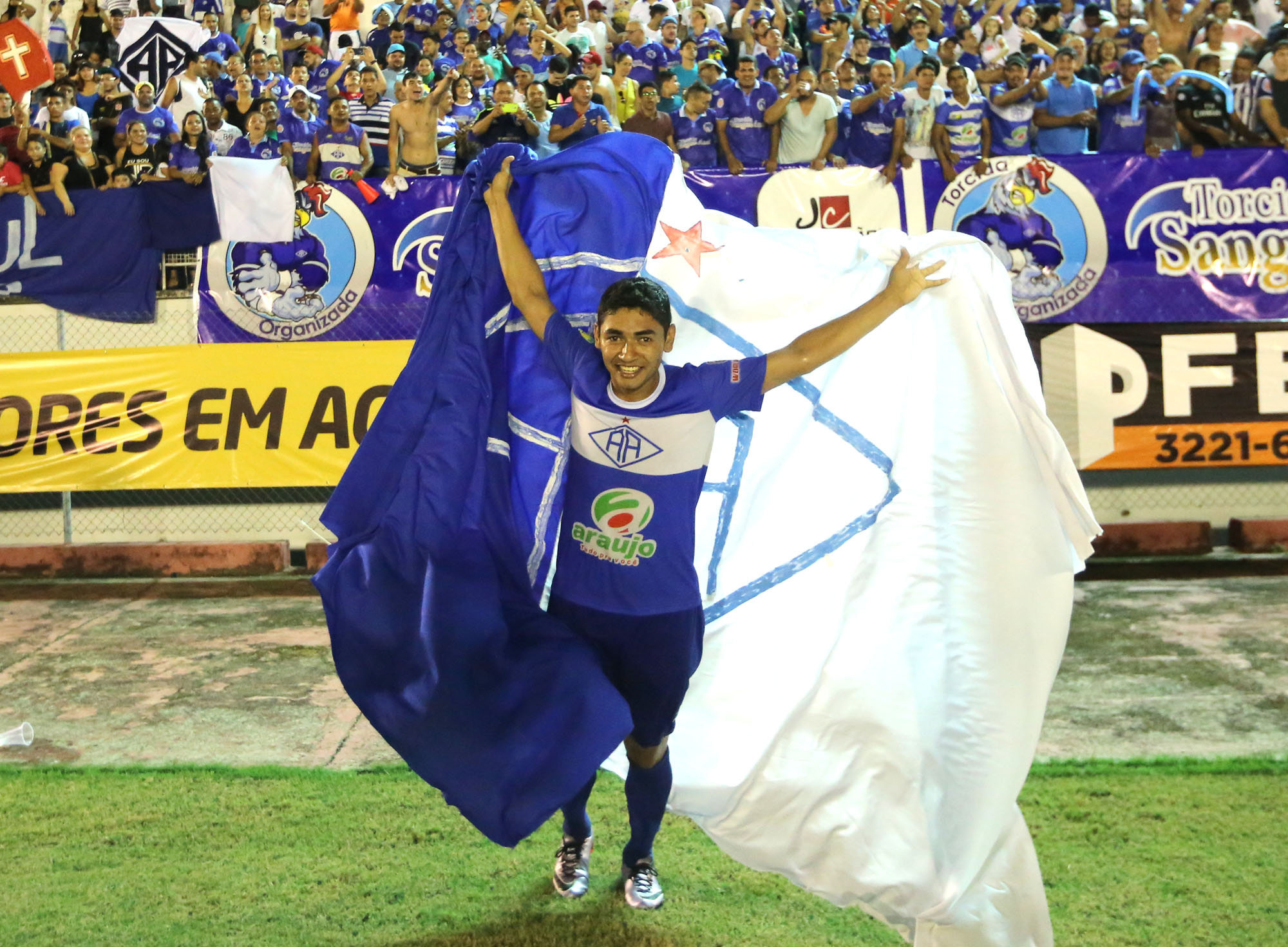
Título do Campeonato Acreano no Estádio O Florestão

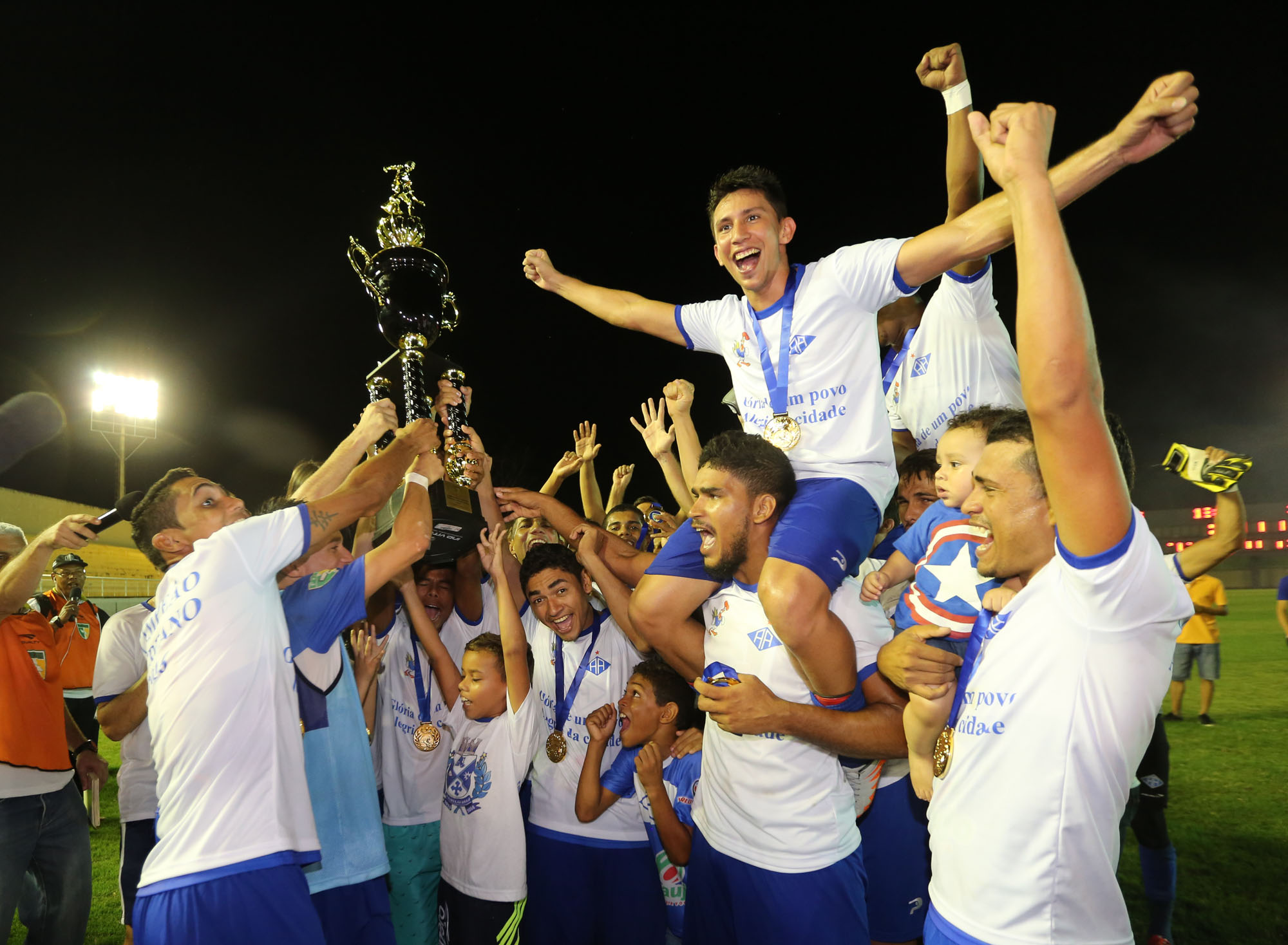
Atlético conquista o Título do Campeonato Acreano no Estádio O Florestão, Rio Branco

Na primeira fase os alvicelestes ficaram no grupo A1. O grupo tinha equipes como Nacional-AM, Genus e Trem. O Atlético ficou em primeiro no grupo com 14 pontos (4 vitórias e 2 empates). O Galo, na segunda fase, encarou o Náutico-RR. O primeiro jogo, em Roraima, foi 5 a 1 para o galo. Na volta o clube acreano massacrou o Náutico de Roraima por 8 a 0. Nas oitavas, o Galo Carijó enfrentou o Princesa dos Solimões. O primeiro jogo no Amazonas ficou empatado em 1 a 1. O segundo jogo foi no dia 21 de agosto e terminou com vitória do Galo por 3x1 e classificação acreana às quartas. No sábado, 27 de agosto, os alvicelestes dominaram o adversário e por pouco não ganharam do Moto Club em pleno Castelão, em São Luís, empatando em 2 a 2. No domingo, 4 de setembro, o time recebeu os maranhenses com direito a recorde de público do Florestão: 7 mil pagantes e R$ 80.000,00 de renda. A vantagem de empate por 0x0 ou 1x1 não foi suficiente para o Galo conseguir o acesso a Série C. Derrota por 2x1 e eliminação nas quartas. Mesmo com a frustração do quase de novo, ficou no Acre o reconhecimento de uma ótima campanha na quartona nacional: 7 vitórias, 4 empates e apenas 1 derrota, logo no jogo da eliminação.
| Fase de Grupos (Grupo A1)    | Fase de Grupos (Grupo A1) | Fase de Grupos (Grupo A1) | Fase de Grupos (Grupo A1) |
| Adversário                   | Em casa (rod.)            | Fora (rod.)               | Agregado                  |
| ---------------------------- | ------------------------- | ------------------------- | ------------------------- |
| Nacional                     | 2x1 (5ª)                  | 3x3 (2ª)                  | 1ª Posição                |
| Genus                        | 4x0 (4ª)                  | 1x1 (3ª)                  | 1ª Posição                |
| Trem                         | 4x2 (1ª)                  | 1x0 (6ª)                  | 1ª Posição                |
| 16 avos de final (chave 1)   |                           |                           |                           |
| Náutico                      | 8x0 (Volta)               | 5x1 (Ida)                 | 13x1                      |
| Oitavas de final (oitavas 1) |                           |                           |                           |
| Princesa do Solimões         | 3x1 (Volta)               | 1x1 (Ida)                 | 4x2                       |
| Quartas de final (quartas 1) |                           |                           |                           |
| Moto Club                    | 1x2 (Volta)               | 2x2 (Ida)                 | 3x4                       |

### 2017

#### Copa do Brasil
Tabela: 
A primeira competição do ano para o Atlético Acreano foi a Copa do Brasil. A equipe enfrentou na primeira fase o América de Minas Gerais na quarta-feira, 8 de fevereiro na Arena da Floresta. Com gols de Renan Oliveira (28 minutos do 1º tempo) e Hugo Almeida (42 minutos do 2º tempo), o coelho venceu o galo por 2x0 e avançou de fase. Vale lembrar que na partida contra os mineiros, os acrianos não contaram com o seu principal jogador, o atacante Polaco (lesionado). A partir da temporada 2017, a competição terá oito fases (eram sete), sendo as duas primeiras em jogo único na casa do pior ranqueado com vantagem de empate para os visitantes. O vencedor desse confronto enfrentaria na segunda fase o Murici, de Alagoas, que venceu o Juventude, do Rio Grande do Sul, por 3x1.

#### Campeonato Acreano (Campeão)
Tabela: 
A estreia no estadual de 2017, foi no dia 19 de fevereiro contra o Humaitá no Florestão. O Galo goleou por 6 a 1, sendo que no final da rodada terminou na vice-liderança, nesse jogo teve hat-trick (três gols) de Jeferson. Na segunda rodada, o Atlético venceu o Andirá por 3 a 0. Com uma campanha de 5 vitórias e 2 derrotas, sendo a última no dia 09 de fevereiro para o Rio Branco no Florestão, o Atlético terminou o primeiro turno na segunda posição. No segundo turno do campeonato, o Atlético venceu os cinco jogos que disputou, inclusive o clássico contra o Rio Branco na última rodada por 2x0, e foi campeão, totalizando 15 pontos, 12 gols feitos e nenhum sofrido. Na final, o galo perdeu para seu arquirrival no jogo de ida por 1x0, mas, no jogo de volta, apesar de sair perdendo no primeiro tempo, virou pra cima do Rio Branco, 3x1 de forma a conquista o octacampeonato acreano.

#### Copa Verde
Tabela: 
O adversário do galo nas oitavas da Copa Verde é o Remo, de Belém. O jogo de ida, na Arena da Floresta, aconteceu no dia 5 de março e terminou em 1x1 (gols de Careca para o Galo e Flamel para o Leão). Os times voltaram a se enfrentar no dia 16 de março, em Belém, com vitória remista por 4x0.

#### Série D
Tabela: 
O Atlético-AC ficou no Grupo A1 com Princesa do Solimões, Trem e Real Desportivo.
Em sua estreia, Galo Carijó suportou a pressão do desentrosado Trem na segunda-feira (22/05), no Estádio Olímpico Zerão, em Macapá, e venceu por 3x2. Eduardo brilhou e marcou duas vezes. Careca também marcou para o Atlético-AC e Wegno descontou duas vezes para os donos da casa.
Na segunda rodada, venceu o Princesa do Solimões no Florestão por 2x1.
Na terceira, também em casa, goleou os roraimenses do Real Desportivo por 5x0, se consolidando na liderança do grupo A1.
Foi reportagem no programa Esporte Espetacular, da Rede Globo, no dia 11 de junho por ser o "atlético" com melhor campanha até então no Brasileirão de 2017 (Ver matéria no Globoplay). No mesmo dia, o Galo Carijó empatou fora de casa com o Real Desportivo (RR) em 2x2, pela 4ª rodada da Série D, perdendo o 100% de aproveitamento na competição. Na 5ª rodada, perdeu para os amazonenses por 1x0 fora de casa e na 6ª, goleiou os amapaenses por 4x0, se classificando como líder do grupo.
Na segunda fase, o adversário foi o São Francisco, do Pará. Na partida de ida, empate em Santarém por 3x3. Em Rio Branco, o Galo Carijó venceu o duelo de volta por 3x0, com gols de Careca, Eduardo e Polaco, ambos no segundo tempo, se classificando às oitavas onde enfrentaria o Gurupi, de Tocantins.
Nas oitavas, um resultado inesperado: derrota para o Gurupi por 1x0, em Tocantins. Apesar do revés, o galo não baixou a cabeça e goleou no jogo de volta por 3x0, no Florestão, e se classificou às quartas pela segunda vez seguida. O adversário é o São José, do Rio Grande do Sul.
Nas quartas, uma heroica vitória, em Porto Alegre, sobre o São José por 1x0, com gol de Diego, logo no primeiro tempo, deixando o Galo a um empate da Série C de 2018. Após um empate em 1 x 1 a Equipe do Acre conquistou a vaga para Série C do ano que vem, sendo o primeiro acesso nacional do clube e do estado, fazendo história no futebol local.
| Fase de Grupos (Grupo A1)    | Fase de Grupos (Grupo A1) | Fase de Grupos (Grupo A1) | Fase de Grupos (Grupo A1) |
| Adversário                   | Em casa (rod.)            | Fora (rod.)               | Agregado                  |
| ---------------------------- | ------------------------- | ------------------------- | ------------------------- |
| Trem                         | 4x0 (6ª)                  | 3x2 (1ª)                  | 1ª Posição                |
| Princesa do Solimões         | 2x1 (2ª)                  | 0x1 (5ª)                  | 1ª Posição                |
| Real Desportivo              | 5x0 (3ª)                  | 2x2 (4ª)                  | 1ª Posição                |
| 16 avos de final (chave 1)   |                           |                           |                           |
| São Francisco                | 3x0 (Volta)               | 3x3 (Ida)                 | 6x3                       |
| Oitavas de final (oitavas 1) |                           |                           |                           |
| Gurupi                       | 3x0 (Volta)               | 0x1 (Ida)                 | 3x1                       |
| Quartas de final (quartas 4) |                           |                           |                           |
| São José                     | 1x1 (Volta)               | 1x0 (Ida)                 | 2x1                       |
| Semifinal (semifinal 2)      |                           |                           |                           |
| Operário                     | 0x0 (Ida)                 | 0x2 (Volta)               | 0x2                       |

### 2018
O goleiro acreano Weverton, ouro nas Olimpíadas 2016 pela Seleção Brasileira, manteve sua forma física treinando no galo durante as férias antes de se apresentar ao Palmeiras, fato esse que tornou o Atlético-AC mais conhecido nacionalmente.
O Atlético Acreano fez bonito na Série C onde terminou em 6º lugar, após ser eliminado nas Quartas-de-Final diante do Cuiabá (2 x 0 no jogo de Ida e 2 x 2 na partida de Volta). Mesmo com o menor orçamento dos 20 participantes da competição, a equipe do Segundo Distrito alcançou resultados memoráveis, como as vitórias sobre: Santa Cruz (2 x 1), Náutico (1 x 0), Remo (1 x 0), ABC (3 x 0 e 1 x 0 - com o time todo reserva), Juazeirense (5 x 0), Botafogo-PB (1 x 0) e Salgueiro-PE (3 x 1 e 2 x 1).
Neste mesmo ano, o clube acreano ficou no empate por 1 a 1 diante do Atlético Mineiro pela Copa do Brasil. Apesar de dominar boa parte do jogo, não foi suficiente para obter a vitória sobre o clube mineiro e garantir a classificação para a próxima fase da competição.

### 2019

#### Campeonato Acreano
O certame se iniciou no dia 20 de Janeiro e teve sua grande decisão em 21 de Abril. Sem rebaixamento, os participantes ao lado do Galo foram: Náuas, Humaitá, Plácido de Castro, São Francisco, Independência, Vasco, Andirá, Galvez e Rio Branco. O Galo foi campeão pela 9ª vez, derrotando o Rio Branco na Final.
Copa Verde
Na Copa Verde de 2019, o clube chegou até às quartas de final sendo eliminado pelo Remo.
Campeonato Brasileiro Série C
Na Série C de 2019, o galo não foi bem. Com um desempenho ruim acabou sendo rebaixado para a Série D.

## Títulos

### Futebol

#### Competições oficiais
| ESTADUAIS | ESTADUAIS          | ESTADUAIS | ESTADUAIS                                                  |
|           | Competição         | Títulos   | Temporadas                                                 |
| --------- | ------------------ | --------- | ---------------------------------------------------------- |
|           | Campeonato Acreano | 9         | 1952, 1953, 1962, 1968, 1987, 1991, 2016, 2017, 2019       |
|           | Torneio Início     | 10        | 1955, 1957, 1960, 1970, 1978, 1987, 1992, 1993, 2002, 2011 |

* Um pelo Território do Acre e outro pelo Estado do Acre. O Rio Branco levou o primeiro, enquanto o Atlético Acreano levou o segundo.

#### Competições não-oficiais
| Torneios estaduais | Torneios estaduais | Torneios estaduais | Torneios estaduais          |
|                    | Competição         | Títulos            | Temporadas                  |
| ------------------ | ------------------ | ------------------ | --------------------------- |
| Acre               | Torneio do Povo    | 5                  | 1976, 2014, 2015, 2018 2024 |

#### Categorias de base
Juniores
| Estaduais | Estaduais                      | Estaduais | Estaduais        |
|           | Competição                     | Títulos   | Temporadas       |
| --------- | ------------------------------ | --------- | ---------------- |
| Acre      | Campeonato Acreano de Juniores | 3         | 2010, 2011, 2012 |

Juvenil
| Estaduais | Estaduais                  | Estaduais | Estaduais  |
|           | Competição                 | Títulos   | Temporadas |
| --------- | -------------------------- | --------- | ---------- |
| Acre      | Campeonato Acreano Juvenil | 1         | 2018       |

#### Futebol feminino
| Estaduais | Estaduais          | Estaduais | Estaduais               |
|           | Competição         | Títulos   | Temporadas              |
| --------- | ------------------ | --------- | ----------------------- |
| Acre      | Campeonato Acreano | 4         | 2015, 2017, 2018 e 2019 |

### Esportes olímpicos

#### Basquete
| Estaduais | Estaduais          | Estaduais | Estaduais                                      |
|           | Competição         | Títulos   | Temporadas                                     |
| --------- | ------------------ | --------- | ---------------------------------------------- |
| Acre      | Campeonato Acreano | 8         | 1991, 1992, 1997, 1998, 1999, 2001, 2002, 2006 |

#### Handebol
| Estaduais | Estaduais                                 | Estaduais | Estaduais  |
|           | Competição                                | Títulos   | Temporadas |
| --------- | ----------------------------------------- | --------- | ---------- |
| Acre      | Campeonato Acreano - Feminino             | 1         | 2003       |
| Acre      | Campeonato Aberto de Handebol - Masculino | 1         | 2014       |
| Acre      | Campeonato Acreano de Juvenil - Masculino | 1         | 2014       |

## Artilheiros
| Artilharia | Artilharia         | Artilharia | Artilharia |
| Atleta     | Competição         | Ano        | Gols       |
| ---------- | ------------------ | ---------- | ---------- |
| Paulinho   | Campeonato Acreano | 1991       | 10         |
| Edu        | Campeonato Acreano | 2009       | 10         |

## Estatísticas

### Participações
|  | Participações em 2024 |

| Competição | Competição         | Temporadas | Melhor campanha         | Estreia | Última | P | R |
| Acre       | Campeonato Acreano | 72         | Campeão (9 vezes)       | 1952    | 2024   |   | 1 |
|            | Copa Verde         | 6          | Quartas de final (2019) | 2017    | 2023   |   |   |
| Brasil     | Série C            | 4          | 6º colocado (2018)      | 1992    | 2019   | – | 1 |
| Brasil     | Série D            | 6          | 3º colocado (2017)      | 2012    | 2021   | 1 |   |
| Brasil     | Copa do Brasil     | 7          | 1ª fase (7 vezes)       | 1992    | 2021   |   |   |

## Desempenho em competições oficiais

### Competições nacionais
Campeonato Brasileiro - Série C
| Ano  | 1990 | 1991 | 1992 | 1993 | 1994 | 1995 | 1996 | 1997 | 1998 | 1999 |
| Pos. | —    |      | 20º  | —    | —    | 105º | —    | —    | —    | —    |
| Ano  | 2000 | 2001 | 2002 | 2003 | 2004 | 2005 | 2006 | 2007 | 2008 | 2009 |
| Pos. | —    | —    | —    | —    | —    | —    | —    | —    | —    | —    |
| Ano  | 2010 | 2011 | 2012 | 2013 | 2014 | 2015 | 2016 | 2017 | 2018 | 2019 |
| Pos. | —    | —    | —    | —    | —    | —    | —    | —    | 6º   | 20º  |
| Ano  | 2020 |      |      |      |      |      |      |      |      |      |
| Pos. | —    |      |      |      |      |      |      |      |      |      |
| ---- | ---- | ---- | ---- | ---- | ---- | ---- | ---- | ---- | ---- | ---- |

Campeonato Brasileiro - Série D
| Ano  | 2010 | 2011 | 2012 | 2013 | 2014 | 2015 | 2016 | 2017 | 2018 | 2019 |
| Pos. | —    | —    | 18º  | —    | 20º  | —    | 5º   | 3º   | —    | —    |
| Ano  | 2020 | 2021 | 2022 | 2023 |      |      |      |      |      |      |
| Pos. | 57º  | 58º  | —    | —    |      |      |      |      |      |      |
| ---- | ---- | ---- | ---- | ---- | ---- | ---- | ---- | ---- | ---- | ---- |

Copa do Brasil
| Ano  | 1990 | 1991 | 1992 | 1993 | 1994 | 1995 | 1996 | 1997 | 1998 | 1999 |  |  |  |  |  |  |  |  |  |
| Pos. | —    | —    | 26º  | —    | —    | —    | —    | —    | —    | —    |  |  |  |  |  |  |  |  |  |
| Ano  | 2000 | 2001 | 2002 | 2003 | 2004 | 2005 | 2006 | 2007 | 2008 | 2009 |  |  |  |  |  |  |  |  |  |
| Pos. | —    | —    | —    | —    | —    | —    | —    | —    | —    | —    |  |  |  |  |  |  |  |  |  |
| Ano  | 2010 | 2011 | 2012 | 2013 | 2014 | 2015 | 2016 | 2017 | 2018 | 2019 |  |  |  |  |  |  |  |  |  |
| Pos. | —    | —    | —    | 87º  | —    | 69º  | —    | 83º  | 57º  | —    |  |  |  |  |  |  |  |  |  |
| Ano  | 2020 |      |      |      |      |      |      |      |      |      |  |  |  |  |  |  |  |  |  |
| Pos. | 90º  |      |      |      |      |      |      |      |      |      |  |  |  |  |  |  |  |  |  |
| ---- | ---- | ---- | ---- | ---- | ---- | ---- | ---- | ---- | ---- | ---- |  |  |  |  |  |  |  |  |  |

### Competições regionais
Copa Verde
| Ano  | 2010 | 2011 | 2012 | 2013 | 2014 | 2015 | 2016 | 2017 | 2018 | 2019 |
| Pos. |      |      |      |      | —    | —    | —    | 15º  | 10º  | 8º   |
| Ano  | 2020 | 2021 | 2022 | 2023 |      |      |      |      |      |      |
| Pos. | —    | 9º   | —    | 24º  |      |      |      |      |      |      |
| ---- | ---- | ---- | ---- | ---- | ---- | ---- | ---- | ---- | ---- | ---- |

### Competições estaduais
Campeonato Acreano
| Ano  | 1950 | 1951 | 1952 | 1953 | 1954 | 1955 | 1956 | 1957 | 1958 | 1959 |
| Pos. |      |      | 1º   | 1º   |      |      |      |      |      |      |
| Ano  | 1960 | 1961 | 1962 | 1963 | 1964 | 1965 | 1966 | 1967 | 1968 | 1969 |
| Pos. |      | 2º   | 1º   |      |      |      |      |      | 1º   |      |
| Ano  | 1970 | 1971 | 1972 | 1973 | 1974 | 1975 | 1976 | 1977 | 1978 | 1979 |
| Pos. |      |      |      |      |      |      | 2º   | 2º   |      |      |
| Ano  | 1980 | 1981 | 1982 | 1983 | 1984 | 1985 | 1986 | 1987 | 1988 | 1989 |
| Pos. |      | 2º   |      | 2º   |      |      |      | 1º   |      |      |
| Ano  | 1990 | 1991 | 1992 | 1993 | 1994 | 1995 | 1996 | 1997 | 1998 | 1999 |
| Pos. | 2º   | 1º   |      |      |      | 3º   | 5º   | 4º   | 6º   | 5º   |
| Ano  | 2000 | 2001 | 2002 | 2003 | 2004 | 2005 | 2006 | 2007 | 2008 | 2009 |
| Pos. | 4º   | 6º   | 3º   | 6º   | 6º   | 4º   | 7º   | 7º   | 9º   | 3º   |
| Ano  | 2010 | 2011 | 2012 | 2013 | 2014 | 2015 | 2016 | 2017 | 2018 | 2019 |
| Pos. | 3º   | 3º   | 2º   | 3º   | 2º   | 3º   | 1º   | 1º   | 3º   | 1º   |
| Ano  | 2020 | 2021 | 2022 | 2023 | 2024 |      |      |      |      |      |
| Pos. | 2º   | 3º   | 8º   | 5º   | 9º   |      |      |      |      |      |
| ---- | ---- | ---- | ---- | ---- | ---- | ---- | ---- | ---- | ---- | ---- |

Legenda:
| Campeão Vice-campeão Rebaixado à divisão inferior |

## Ranking da CBF
Fonte: 
- Posição: 60º (1º do estado)
- Pontuação: 1.464 pontos

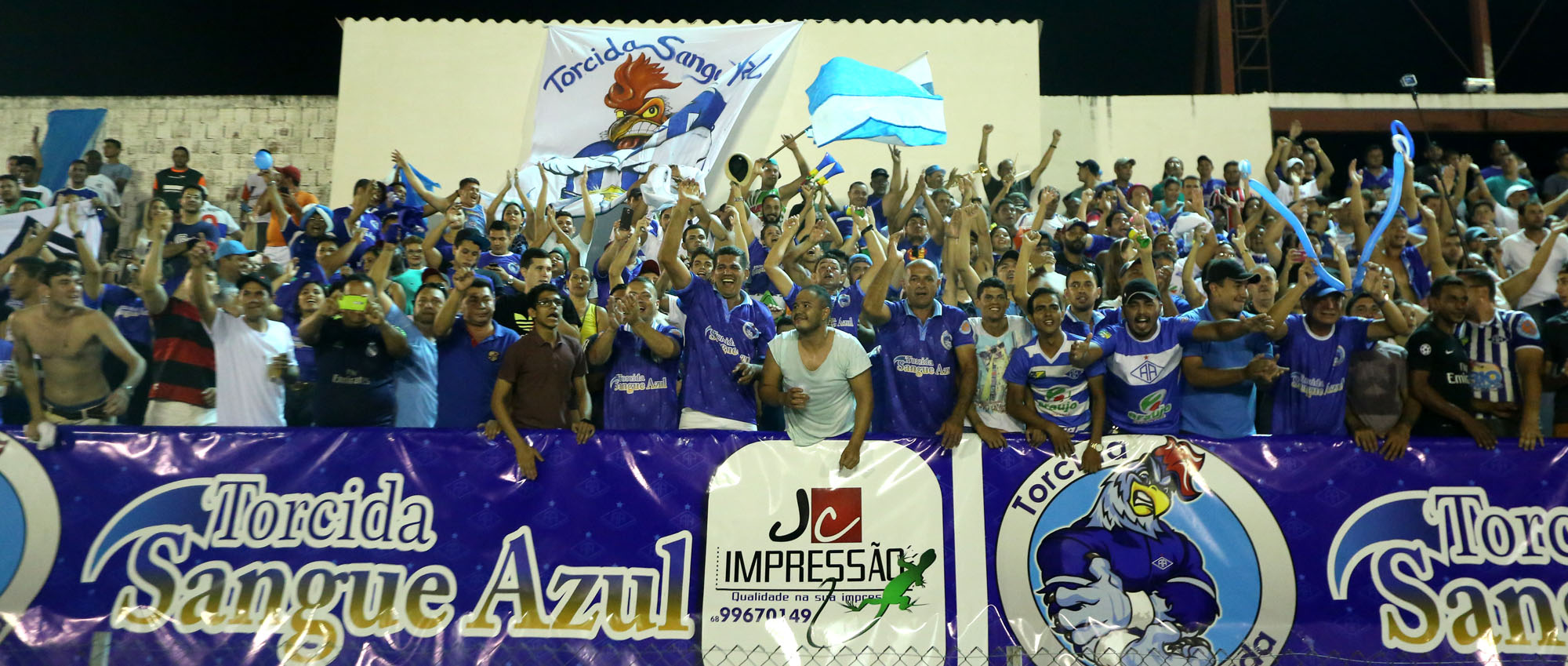
Torcida Sangue Azul, Atlético (AC)

Ranking criado pela Confederação Brasileira de Futebol que pontua todos os times do Brasil.

## Torcida

### Torcidas organizadas
- Torcida Sangue Azul
- Torcida Galoucura